# ノルディック複合
ノルディック複合（ノルディックふくごう、英: Nordic combined）は、冬季スキー競技スポーツの一つ。クロスカントリースキーとスキージャンプという2つのノルディックスキー競技を組み合わせ総合成績を競う競技。ノルディックスキー・コンバインドとも言う。
ヨーロッパではこの種目の王者を「King of Ski (キング・オブ・スキー)」と呼ぶ。冬季オリンピックの競技種目になっている。なお、スキーの複合競技には、他にアルペン複合 (回転と滑降の2種目を行う) がある。
長らく男子のみで実施されてきた競技で、2017-18シーズンのコンチネンタルカップから女子競技が採用されている。しかしオリンピックでは男子種目のみとなっており、2026年ミラノ・コルティナダンペッツォオリンピックからの女子種目の採用などが議論されていたが、2022年6月24日に国際オリンピック委員会は、女子の採用の見送りを決定している。

## 歴史

### 起源
ノルディック複合は19世紀中頃にノルウェーで誕生した。積雪のある広大な土地をパトロールする軍人たちは、日頃からジャンプや長距離のクロスカントリースキーを行っていた。ジャンプの選手とクロスカントリーの選手の間でどちらのスポーツがより厳しいか長い間争われ、その結果として誕生したのがノルディック複合の競技である。

### オリンピックでの採用
ノルディック複合は1924年のシャモニーオリンピック（最初の冬季オリンピック）から採用されている。1988年のカルガリーオリンピックからはチーム競技も採用されている。

### 女子複合競技
女子ジャンプ競技は女子選手の増加によって2009年世界選手権より正式種目になったが、当時はまだノルディック複合の女子選手の公式大会は存在していなかった。国際スキー連盟は2015年より女子選手の登録を受け付けており、2017-18シーズンのコンチネンタルカップより女子競技が開催されるようになった。ジュニア世界選手権では2019年より競技がスタートし、世界選手権でも2021年大会より正式種目となる予定である。

## ルール
グンダーゼン方式では、前半にジャンプを行い、そのポイント差をタイムに換算し、後半のクロスカントリーではジャンプの成績が良かった順から時間差で開始する。マススタート方式はクロスカントリーを行った後ジャンプを行う。世界選手権は現在、個人ノーマルヒル・グンダーセン、個人ラージヒル・グンダーセン、団体(4人制)、団体スプリント(2人制)の4種目が行われている。ワールドカップでは、個人グンダーセンを中心に行われている。オリンピックでは、団体スプリント以外の3種目が行われる。

### グンダーセン方式
スキージャンプ
個人ラージヒルはラージヒルで、個人ノーマルヒルはノーマルヒルで、それぞれ1本飛ぶ。
団体は1チーム4人、団体スプリントは1チーム2人がラージヒルで1本ずつジャンプを飛び、得点合計がチームの成績になる。トリノオリンピック以降は団体もジャンプはラージヒルとなり、2009年の世界選手権からジャンプの本数が1本となる。ジャンプを開催できなかった場合は、公式練習の際の予備ジャンプの記録を用いる。
クロスカントリースキー
ジャンプで得た得点を1位の選手を基準としてポイントに比例したタイム差に換算し、ジャンプ1位からスタート、最初にゴールした選手またはチームが優勝となる。距離は個人が10km (ワールドカップでは5kmや15kmの場合もある)、団体は1人につき5km、団体スプリントは1人2.5kmを交互に行い1人計7.5km。
以前はジャンプを1人2本飛んでいたこともあり、ジャンプとクロスカントリーを2日に分けて行っていたが、現在は同じ日に行われている。また、かつては通常の個人種目 (ジャンプ2本＋距離15km)とは別に、個人スプリント (ジャンプ1本＋距離7.5km)も行われていたが、現在は個人種目としてジャンプ1本＋距離10km (または5km・15km)に統合されている。

### マススタート方式
クロスカントリーを先に行い、全員同時に開始する。クロスカントリーでのタイム差を得点に換算し、2本飛んで得点の最も高い選手またはチームの優勝となる。クロスカントリーで最下位だった選手からスタートする。また、後半ジャンプは飛距離をそのまま得点とし、飛型点はないが転倒するとその分減点される形式となっている。

### ペナルティー方式
ジャンプを先に行い、後半距離は全員一斉にスタートするが、ジャンプの成績に応じ、下位の者ほど既定の周回が加算 (ペナルティー)される。先にゴールした順に順位が決まる。2011-12シーズンから一部採用された競技方式。

## 大会

### オリンピック
先述のようにノルディック複合は1924年のシャモニーオリンピック（最初の冬季オリンピック）から採用された。また、1988年のカルガリーオリンピックからチーム競技も採用されている。
日本は1988年カルガリーオリンピック以降に本格的に強化を図り、1992年アルベールビルオリンピックの団体戦で荻原健司、河野孝典、三ヶ田礼一のメンバーで金メダルを獲得する。荻原はいち早くV字ジャンプを習得し、前半のジャンプでトップに立ち後半の距離で逃げ切ると言う必勝パターンを確立すると、ワールドカップで個人総合3連覇を達成する。1994年リレハンメルオリンピックでは河野がビーク ( ノルウェー)とのゴール前スプリント勝負を制し、銀メダルとなる。団体戦では荻原、河野に、前回大会直前でメンバーから外れた阿部雅司を加え、2位以下に圧倒的な差をつけ2連覇する。

#### 数回のルール改正
その後、国際スキー連盟はルールの改正を提案、前半のジャンプの本数を3本から2本に減らし、ジャンプのポイントの比重を下げ後半クロスカントリーの比重を上げるなど、距離重視のルール改正が複数回行われる。そして、日本は長野からバンクーバーまでのオリンピックでメダルを逃した。
団体では2014年ソチオリンピック、2017年世界選手権からノルウェー、ドイツ、オーストリアの3強が団体の表彰台を独占した。
個人では渡部暁斗が2014年ソチオリンピック個人ノーマルヒルで銀メダルとなり、20年ぶりとなる日本人選手のメダル獲得となった。2018年平昌オリンピックでは渡部暁斗が個人ノーマルヒルで2大会連続の銀メダルを獲得した。
2022年北京オリンピックではドイツのビンツェンツ・ガイガーが男子個人ノーマルヒルで金メダルを獲得する一方、複合団体では4番手として銀メダルを獲得した。また、複合団体はノルウェー、ドイツ、日本の順となり、日本が団体で28年ぶりに銅メダルを獲得した。

#### 実施に関する議論
ノルディック複合に関しては、2026年ミラノ・コルティナダンペッツォオリンピックからの女子種目の採用が期待される一方、2022年6月にはノルディック複合が実施競技から外される可能性を欧米メディアが報じた。国際オリンピック委員会（IOC）はジェンダー平等推進の一方で、大会開催のコスト面の懸念から選手数を抑えたい考えとされ、ドイツの公共放送ARDは女子種目の採用が認められなければ、男子種目の終わりを意味する可能性があると報じた。しかし、国際オリンピック委員会は2022年6月24日、2026年ミラノ・コルティナダンペッツォ冬季オリンピックの実施種目を理事会で協議し、ジェンダー平等の観点から除外の可能性が指摘されていたノルディックスキー複合の存続を決めた。一方、女子の採用は見送りを発表した。これに対しノルディックスキー複合の女子選手たちは2023年3月11日、ノルウェーのオスロで行われたワールドカップの最終戦で顔に口ひげやあごひげを描き、「男性になればオリンピックに出られるのか」という抗議の意を込めた格好でレースに臨んだ。

### 世界選手権
- ノルディックスキー世界選手権
  - 世界選手権ノルディック複合メダリスト一覧

### FIS主催のその他の大会
- ノルディック複合・ワールドカップ
- 日本選手の個人総合上位成績一覧(10位まで)

| 年度      | 選手     | 順位 |
| --------- | -------- | ---- |
| 1990-1991 | 阿部雅司 | 7位  |
| 1992-1993 | 荻原健司 | 優勝 |
| 1992-1993 | 河野孝典 | 3位  |
| 1992-1993 | 阿部雅司 | 4位  |
| 1993-1994 | 荻原健司 | 優勝 |
| 1993-1994 | 河野孝典 | 2位  |
| 1994-1995 | 荻原健司 | 優勝 |
| 1994-1995 | 荻原次晴 | 4位  |
| 1994-1995 | 河野孝典 | 5位  |
| 1994-1995 | 阿部雅司 | 10位 |
| 1995-1996 | 荻原健司 | 2位  |
| 1996-1997 | 荻原健司 | 6位  |
| 1998-1999 | 荻原健司 | 7位  |
| 1999-2000 | 荻原健司 | 6位  |
| 2001-2002 | 高橋大斗 | 5位  |
| 2003-2004 | 高橋大斗 | 5位  |
| 2004-2005 | 高橋大斗 | 8位  |
| 2011-2012 | 渡部暁斗 | 2位  |
| 2012-2013 | 渡部暁斗 | 3位  |
| 2013-2014 | 渡部暁斗 | 3位  |
| 2014-2015 | 渡部暁斗 | 2位  |
| 2015-2016 | 渡部暁斗 | 2位  |
| 2016-2017 | 渡部暁斗 | 3位  |
| 2017-2018 | 渡部暁斗 | 優勝 |

- ノルディック複合・コンチネンタルカップ
- ノルディックスキージュニア世界選手権
  - ジュニア世界選手権ノルディック複合メダリスト一覧

### 日本
- 全日本スキー選手権大会ノルディック複合優勝者一覧